# Distretto di Sėlėngė
Il distretto di Sėlėngė è uno dei sedici distretti (sum) in cui è suddivisa la provincia di Bulgan, in Mongolia. Conta una popolazione di 3.271 abitanti (censimento 2009). 